# Distretto di Pítipo
Il distretto di Pítipo è uno dei sei distretti della provincia di Ferreñafe, in Perù. Si trova nella regione di Lambayeque e si estende su una superficie di 558,18 chilometri quadrati.

Istituito il 17 febbraio 1951, ha per capitale la città di Pítipo; nel censimento del 2005 contava 18.466 abitanti.